# Corps de fonctions
En mathématiques, un corps de fonctions est un corps commutatif F de type fini sur un corps de base K. On le note habituellement F/K, ou, si le contexte est clair, seulement F. De façon équivalente un corps de fonctions « à n variables » est une extension finie F d'un corps K(t1, … , tn) de fractions rationnelles à n indéterminées. F est alors de degré de transcendance n sur K. 
- Une extension L de k est un corps de fonctions (à n variables) si et seulement si c'est le corps des fonctions rationnelles (en) d'une variété algébrique intègre sur k (de dimension n).
- Un corps de fonctions à une variable sur un corps fini est un corps global de caractéristique positive. C'est le corps des fonctions rationnelles d'une courbe projective lisse intègre sur un corps fini.

## Exemple
Soit K un corps. Le corps K(X) des fractions rationnelles à une variable est un corps de fonctions sur K.

## Corps des constantes
Soit F/K un corps de fonctions. L'ensemble des éléments de F algébriques sur K est un corps, appelé corps des constantes.
Par exemple, {\displaystyle \mathbb {C} (x)} est un corps de fonctions sur {\displaystyle \mathbb {R} }, son corps des constantes est {\displaystyle \mathbb {C} }.

## Valuations et places
Étant donné un corps de fonctions F/K d'une variable, on définit la notion d'anneau de valuation de F/K. C'est un sous-anneau O de F qui contient K, mais distinct de ces deux corps, et tel que pour tout x ∈ F, x ∈ O ou x−1 ∈ O.
Un tel anneau O est un anneau de valuation discrète et son idéal maximal est appelé une place de F/K.